# ویلیکا
ویلیکا (به لاتین: Vileyka) یک منطقهٔ مسکونی در بلاروس است که در منطقه مینسک واقع شده‌است. ویلیکا ۲۶٬۷۳۶ نفر جمعیت دارد و ۱۸۳ متر بالاتر از سطح دریا واقع شده‌است.

## خواهرخوانده
شهر پریاسلاف خواهرخواندهٔ ویلیکا هست.